# 11
Cette page concerne l'année 11  du calendrier julien. Pour l'année 11 av. J.-C., voir 11 av. J.-C. Pour le nombre 11, voir 11 (nombre).
Pour les articles homonymes, voir Onze (homonymie).
L'année 11 est une année commune qui commence un jeudi.

## Événements
- Campagne de Tibère et de Germanicus en Germanie. Ils renforcent les frontières en Germanie inférieure et sur les bords du Rhin. Auguste abandonne le projet de frontière sur l’Elbe pour ramener la défense romaine au Rhin et au Danube[1].
- Parthie : Artaban III, de la dynastie des Arsacides, renverse le roi Vononès Ier, auquel il est reproché d'être un fantoche des Romains[2]. Il s'enfuit en Arménie dont il devient roi, mais les Romains le déposent afin d'éviter les complications avec Artaban III. Il est interné en Syrie[3]. Artaban III incarne une réaction nationale contre les influences helléniques, chaldéennes et romaines en Perse.
- Chine : inondation des plaines du Shandong et du Hebei ; nombreuses victimes et famine consécutive, déstabilisant le régime de Wang Mang[4].